# Atlas Schuhfabrik
Die Atlas Schuhfabrik (auch: atlas – the shoe company) ist ein Schuhhersteller mit Sitz in Dortmund. Das 1910 gegründete Unternehmen ist nach eigenen Angaben mit jährlich 2,6 Millionen verkauften Paar einer der führenden Produzenten von Sicherheitsschuhen in Europa.

## Geschichte
Das Unternehmen wurde 1910 als Unnaer Schuhfabrik durch Johannes Schabsky gegründet. Zur Anfangszeit arbeiteten in der Produktion in Unna 16 Mitarbeiter, die pro Tag etwa 80 Paar Schuhe herstellten, welche insbesondere im Bergbau und in der Stahlindustrie genutzt wurden. Die Schuhe bestanden damals aus lediglich drei Teilen, einer Sohle aus Buchenholz und zwei Lederelementen (heute werden Sicherheitsschuhe aus 50 bis 80 Einzelteilen zusammengesetzt). Nach dem Tod des Gründers 1918 übernahmen die Söhne Gottfried und Heinrich Schabsky die Leitung des Unternehmens.
Um 1960 arbeiteten inzwischen 63 Mitarbeiter in der Fabrik. Pro Tag wurden rund 400 Paar Schuhe produziert. Nach dem Tod des 1955 in dritter Generation ins Unternehmen eingestiegenen Hans Schabsky führte dessen Witwe Christine Schabsky die Geschäfte ab 1971 weiter.
1972 wurde die Produktion von Unna nach Dortmund-Wickede verlegt. Sieben Jahre später brannte die Fabrik vollständig nieder. Die Betriebsgebäude wurden wieder aufgebaut und in der Folge immer wieder erweitert, so beispielsweise 2002, 2007 und 2011 mit Neubauten von Verwaltungs- und Logistikgebäuden. 2020 wurde eine neue Produktions- und Logistikhalle mit einer Fläche von rund 4000 m² fertiggestellt.
Seit 2006 werden die Schuhoberteile in eigener Produktion in Brasilien hergestellt. Die Sohlenproduktion und die Endmontage finden weiterhin in Dortmund statt.
2015 entwickelte Atlas eine App mit dem Namen „Scan your feet“, wodurch es möglich wurde, dass die Kunden die individuelle Fußgröße ihrer Mitarbeiter selbstständig ermitteln konnten. Zuvor mussten dafür Außendienstler von Atlas mit einem großen Scanner vor Ort die Mitarbeiterfüße vermessen.

## Produkte
Das Angebot der Atlas Schuhfabrik umfasst mehr als 500 verschiedene Schuhmodelle in verschiedenen Produktreihen und Sicherheitsklassen, die vor allem in der Automobil- und Chemieindustrie, bei Energieversorgern und im Maschinenbau eingesetzt werden. Die Produktpalette besteht aus Berufsschuhen ohne Zehenkappe und mit geringeren Sicherheitsanforderungen (nach EN ISO 20347:2012), über Sicherheitsschuhe nach EN ISO 20345 bis hin zu speziellen Gießer- und Schweißerstiefeln (nach EN ISO 20349:2017).
Neben der Schuhgröße stehen auch vier unterschiedliche Schuhweiten zur Auswahl. Insbesondere gibt es zahlreiche verschiedene und von Atlas selbst entwickelte Sohlenarten, die sich zum Teil je nach Verwendungszweck und Anforderungen stark unterscheiden.
Das Unternehmen bietet für Kunden zudem Beratung und Vermessung an; zusätzlich eine App, die die jeweiligen Mitarbeiter selbstständig für die Vermessung verwenden können. Für Großkunden finden auch individuelle Entwicklungsprojekte statt.

## Unternehmensstruktur
Die Atlas Schuhfabrik GmbH & Co. KG ist ein Familienunternehmen und wird von dem Geschäftsführer Werner Schabsky (seit 1983) und dessen Sohn Hendrik Schabsky (seit 2013) in vierter und fünfter Generation geleitet. Werner Schabsky ist persönlich haftender Gesellschafter, Hendrik Schabsky ist als Geschäftsführer der Atlas Beteiligungs GmbH als geschäftsführender Gesellschafter tätig und zugleich Geschäftsführer der ATLAS-Workwear Beteiligungs GmbH. Beide sind auch Geschäftsführer der atlas international – the shoe company GmbH, unter der die internationalen Gesellschaften gebündelt sind.

## Standorte

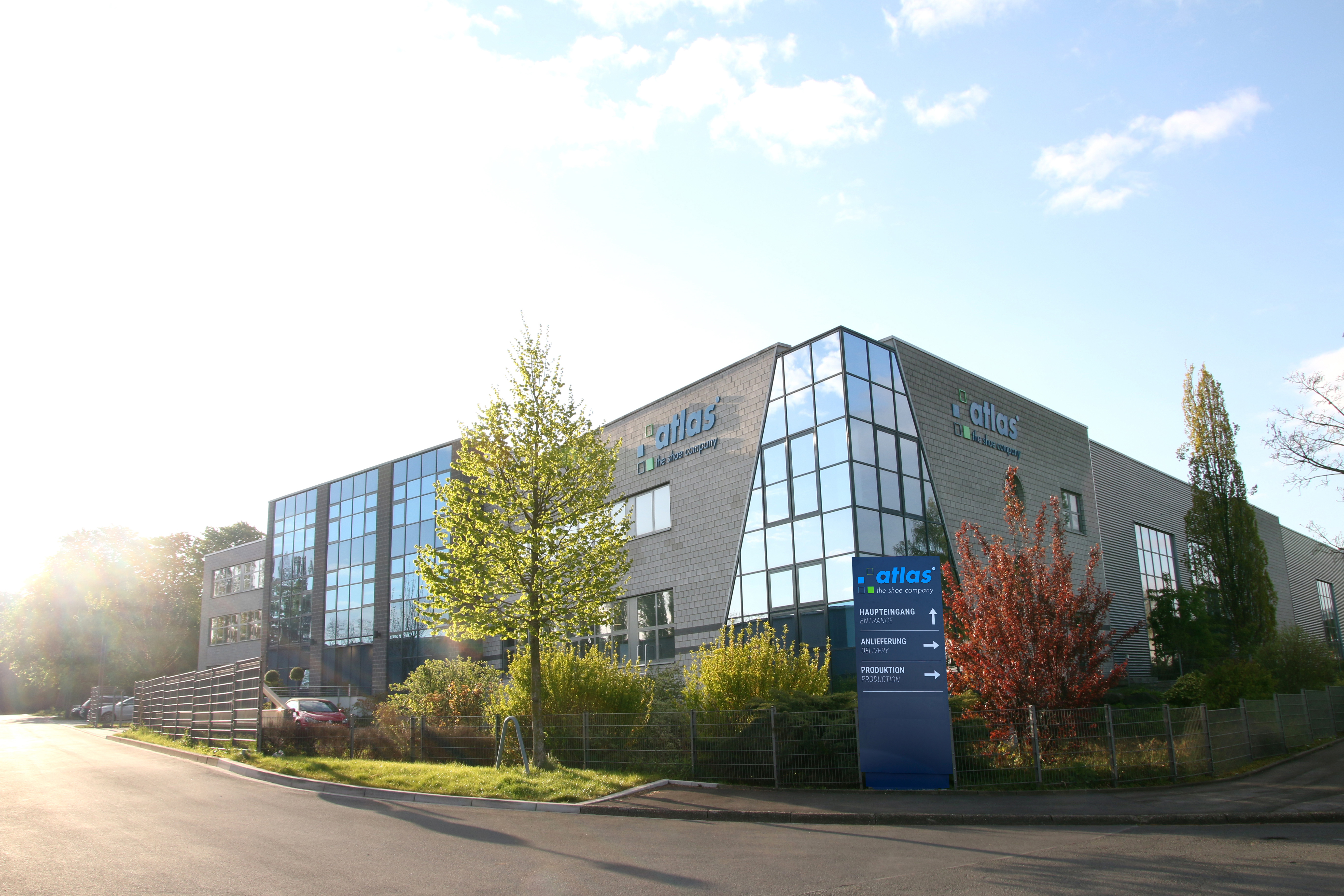
ATLAS-Zentrale Dortmund

Das Hauptwerk mit der Verwaltung befindet sich in Dortmund-Wickede und umfasst eine Fläche von etwa 60.000 m². In Dortmund befindet sich auch das große Logistikzentrum mit 500.000 Lagerartikeln. In Dortmund werden die unterschiedlichen geschäumten Sohlen entwickelt und produziert, außerdem findet hier nach wie vor die Endmontage der Schuhe statt. In Dortmund betreibt das Unternehmen mit dem Workwear Store auch ein Einzelhandelsgeschäft mit 300 m² Verkaufsfläche.
Die Lederteile der Sicherheitsschuhe werden in den brasilianischen Städten Lajeado und Bom Retiro im Bundesstaat Rio Grande do Sul gefertigt. Allein 1200 Mitarbeiter produzieren dort die Schuhoberteile.
Es gibt außerdem Vertriebsniederlassungen in den Niederlanden, Dänemark, Polen und Ungarn.

## Soziales Engagement und Sponsoring
Die Atlas Schuhfabrik unterstützt seit mehreren Jahren die Dortmunder Tafel und den Verein Kinderlachen.
Zudem ist das Unternehmen im Sport-Sponsoring aktiv. Seit 2016 ist es Premium-Partner des Fußball-Bundesligisten Borussia Dortmund. Auch bei weiteren Klubs wie dem 1. FC Köln, Bayer 04 Leverkusen, SC Freiburg, SC Paderborn, Werder Bremen, Fortuna Düsseldorf und dem niederländischen Verein Feyenoord Rotterdam tritt atlas nach eigenen Angaben als Sponsor auf. Weitere Aktivitäten umfassen das Sponsoring des Polnischen Fußballpokals und die Förderung des Skirennfahrers Linus Straßer.